# Prefettura di Nana-Mambéré
La prefettura di Nana-Mambéré è una delle quattordici prefetture della Repubblica Centrafricana. Si trova nella parte occidentale del paese, alla frontiera con il Camerun. La sua capitale è Bouar.